# Ischnocnema epipeda
Espèce
Synonymes
- Eleutherodactylus epipedus Heyer, 1984

Statut de conservation UICN

 NT  : Quasi menacé
Ischnocnema epipeda est une espèce d'amphibiens de la famille des Brachycephalidae.

## Répartition
Cette espèce est endémique du Espírito Santo au Brésil. Elle se rencontre à 650 m d'altitude à Santa Teresa.

## Description
Les mâles mesurent de 16,7 à 23,5 mm et les femelles de 25,6 à 33,2 mm.

## Publication originale
- Heyer, 1984 : Variation, systematics, and zoogeography of Eleutherodactylus guentheri and closely related species (Amphibia: Anura: Leptodactylidae). Smithsonian Contributions to Zoology, no 402, p. 1-42 (texte intégral).